# Астрагал сизий
Астрагал сизий (Astragalus glaucus) — вид рослин з родини бобові (Fabaceae), поширений у Румунії, Молдові, Україні, пд.-зх. Росії.

## Опис
Напівкущ (20)30–40 см заввишки, з потужним дерев'янистим підземним кореневищем. Стовбурці у нижній частині галузисті, вкриті коричнюватою корою. Листки 3–6 см завдовжки; листочки 3–6 парні, ланцетні, ланцетно-еліптичні або ланцетновидовжені, 1–2.5 см завдовжки, 3–6 мм завширшки, гострі, рідше тупі. Квітконоси в (1.5)2 рази довші за листки. Китиці головчасті, досить щільні, 2–5 см завдовжки, 7–18-квіткові. Чашечка трубчаста, волосиста. Віночок білуватий. Боби сидячі, видовжені, на верхівці витягнуті в косий, шилоподібний носик

## Поширення
Поширений у Румунії, Молдові, Україні, пд.-зх. Росії.
В Україні трапляється у Причорномор'ї (Одеська обл.) — дуже рідко, у Криму — спорадично, місцями часто (Тарханкутський п-ів). Статус виду в Україні «вразливий».